# Rückstau
Rückstau ist ein Terminus im Verkehrsrecht und beschreibt eine Stockung von Fahrzeugen an einer Lichtzeichenanlage (LZA) oder Straßenkreuzung mit mindestens einer vorgelagerten Einmündung, gekennzeichneten Ein- oder Ausfahrt bzw. einem Bahnübergang, gleichgültig ob beschrankt oder unbeschrankt.
Bei einem Rückstau muss ein Kraftfahrzeug, welches trotz Vorfahrtberechtigung oder grüner Ampel, Grünpfeil oder Grüner Pfeil nicht mehr vollständig überqueren kann ohne auf der Kreuzung / dem Bahnübergang stehen zu bleiben und ihn blockieren würde, vor dieser (im Idealfall auf der Haltelinie) warten, bis der Weg für ihn in einem Rutsch gequert werden kann. 
Rechtsgrundlage ist in Deutschland § 11 (1) Straßenverkehrs-Ordnung Besondere Verkehrslagen.
Nähert sich von hinten ein Einsatzfahrzeug, muss zusätzlich eine Rettungsgasse gebildet werden gemäß § 11 (2) STVo.